# Fastbox-Klasse
Die Fastbox-Klasse, auch Fastbox-Serie, war eine Baureihe von Container- und Mehrzweckschiffen.

## Geschichte
Die Baureihe wurde in den frühen 1970er Jahren gemeinsam von den deutschen Reedereien Fisser und Schulauer Schiffahrtskontor Günther Schulz sowie dem Konstruktionsbüro Schiffko initiiert. Die beiden Reedereien und mehrere weitere Küstenschiffseigner gaben daraufhin insgesamt siebzehn Einheiten beim Handelshaus Kyokuto in Onomichi in Auftrag. Der Bau der Schiffe wurde von sieben verschiedenen japanischen Werften durchgeführt. Der vereinbarte Baupreis lag bei Auftragserteilung bei etwa 4,7 Millionen Mark – etwa ein Viertel unter den Baukosten deutscher Werften. Die Ablieferung der Schiffe erfolgte mit jeweils sechs bis elf Monaten Verspätung jedoch teilweise deutlich verzögert. Das lag unter anderem daran, dass die ausgewählten kleineren Bauwerften teilweise große Probleme mit der Umsetzung der Bauvorschriften des Germanischen Lloyd und der See-Berufsgenossenschaft hatten. Zwar war pro Schiff eine Konventionalstrafe von bis zu 200.000 Mark vereinbart worden, diese Summe konnte die aufgrund der Verspätung aufgelaufenen Zinsmehrkosten nicht auffangen. In einigen Fällen kam darüber hinaus der Verlust der 7,5 %igen Investitionszulage des Bundes hinzu.
Drei der Schiffe wurden direkt nach der Ablieferung von der Bauwerft zur Verlängerung zur Hyundai-Werft nach Ulsan in Südkorea überführt. Bei diesem Umbau erhielten die umgebauten Schiffe auch ein zusätzliches Aufbaudeck. Drei Schiffe, die Götaland, Dalsland und Värmland wurden mit einem 15-Tonnen-Schiffskran ausgerüstet, der Rest der Baureihe verfügte über kein eigenes Ladegeschirr. Den Namen erhielt die Serie, weil der überwiegende Teil der Neubauten gemeinsam über das Hamburger Unternehmen Fastbox befrachtet wurde.

## Technik
Die Schiffe sind als Mehrzweck-Trockenfrachtschiffe mit ganz achtern angeordnetem, elastisch gelagerten Deckshaus ausgelegt. In der Hauptsache wurden sie im Containertransport eingesetzt. Die Containerkapazität beträgt 104 TEU bei der ursprünglichen Bauform und 207 TEU bei der verlängerten Variante. Die Schiffe besitzen einen einzelnen 50,50 Meter beziehungsweise 70,30 Meter langen und 10,03 Meter breiten boxförmigen Laderaum mit großem Decksöffnungsgrad der mit MacGregor-Lukendeckeln verschlossen wird. Die Lukenlänge der kurzen Schiffe beträgt 43,80 Meter, die der langen Einheiten 60,60 Meter. Die Tankdecke ist für den Transport von Schwergut verstärkt. Der Laderauminhalt der kurzen Variante beträgt 4093 m³ Getreideraum und 3928 m³ Ballenraum, die verlängerten Einheiten verfügen über etwa 5300 m³ Getreideraum und 5100 m³ Ballenraum.
Der Antrieb der Schiffe besteht aus einem Sechszylinder-Viertakt-Dieselmotor des Typs 6Z-ST des Herstellers Yanmar mit rund 1600 PS Leistung. Der Motor wirkt über ein Umsteuergetriebe auf einen Festpropeller und ermöglicht eine Geschwindigkeit von 12 Knoten. Weiterhin stehen zwei Hilfsdiesel des Typs Yanmar 6KFL und ein Notdiesel-Generator des Typs Yanmar 3KDL mit Leistungen von jeweils 77 kW (Scheinleistung: 96 kVA) zur Verfügung. Die Schiffe wurden ohne Bugstrahlruder gebaut.

## Die Schiffe
| Fastbox-Klasse               | Fastbox-Klasse                        | Fastbox-Klasse | Fastbox-Klasse                 | Fastbox-Klasse | Fastbox-Klasse |
| Bauname                      | Bauwerft/ Baunummer                   | IMO-Nummer     | Ablieferung                    | Eigner Auftraggeber | Spätere Namen und Verbleib |
| ---------------------------- | ------------------------------------- | -------------- | ------------------------------ | --- | --- |
| Aland                        | Watanabe Zosen, Hakata/185            | 7525621        | 16. Dezember 1976              | Schulauer Schiffahrtskontor, Wedel Edmund Halm & Co., Hamburg                                                                               | 1983 Aland II, 1987 Hoogen, 1994 Lark, ab 14. September 2009 verschrottet |
| Boberg                       | Watanabe Zosen, Hakata/186            | 7525633        | 31. Dezember 1976              | KG MS „Boberg“ Rhein Nord-Ostsee Schiffahrtsgesellschaft Rolf Boese, Duisburg Schulauer Schiffahrtskontor, Wedel Edmund Halm & Co., Hamburg | 1984 Coburg, 1986 Duisburg, 1988 Matrisha, am 31. Oktober 1991 auf einer Reise von Amsterdam nach Waterford bei Bunmahon in Position 52,07°N; 007,25°W auf Grund gelaufen, am 22. November 1991 gehoben, nach Waterford geschleppt und zum wirtschaftlichen Totalverlust erklärt und am 3. Dezember 1991 in Killadysert zum Abbruch eingetroffen, aber erst 2011 abgebrochen. |
| Nordholm                     | Hashimoto Shipbuilding, Hinase/500    | 7530884        | 18. März 1977                  | Schiffahrts KG Beteiligungsges. Alster, Hamburg Schulauer Schiffahrtskontor, Wedel Edmund Halm & Co., Hamburg                               | 1979 Barkenkoppel, 1986 Bettina, 1998 Harrix, 2010 Harmonia, ab 16. Februar 2011 verschrottet |
| Alsterberg                   | Imamura Shipbuilding, Kure/211        | 7525580        | 19. März 1977                  | Partenreederei MS „Alsterberg“ Schulauer Schiffahrtskontor, Wedel Edmund Halm & Co., Hamburg                                                | 1986 Andros, 1993 Angus, 2008 Argoni, ab 10. September 2010 verschrottet |
| Langeland                    | Kyokuyo Shipbuilding, Shimonoseki/501 | 7530846        | 23. März 1977                  | Schulauer Schiffahrtskontor, Wedel Edmund Halm & Co., Hamburg                                                                               | 1983 Langeland II, 1994 Jonrix, 2007 Jonsen, ab 4. März 2012 in Aliağa verschrottet |
| Neukloster                   | Kyokuyo Shipbuilding, Shimonoseki/502 | 7530858        | 31. Mai 1977                   | Schulauer Schiffs-Charter, Hamburg Schulz & Clemmesen, Hamburg Edmund Halm & Co., Hamburg                                                   | Nach Ablieferung verlängert, 1981 Bornholm, 1986 Bregenz, 1992 Borssum, 1995 Kylemore, 2002 Salrix, 2012 Gulf South, 2012 in Aliağa verschrottet |
| Neuwulmstorf                 | Imamura Shipbuilding, Kure/212        | 7525592        | 2. Juni 1977                   | Securitas Naviera, Panama Horst Bartels, Hamburg Peter Döhle, Hamburg                                                                       | Nach Ablieferung verlängert, 1986 Neuwulmstorf II, 1987 Urte, 1994 Ulzburg, 1996 Urte, 2006 Duyden 2, 2015 Diaa, ab 11. Juli 2024 in Aliağa verschrottet |
| Dalsland                     | Nishi Shipbuilding, Imabari/181       | 7626865        | 16. Juni 1977                  | Schulauer Schiffahrtskontor, Wedel Edmund Halm & Co., Hamburg                                                                               | 1986 Dellach, 2003 Sunna, 2007 Mariam Hope, 2010 Qatar Sadiq 2, ab 3. August 2021 in Gadani verschrottet |
| Messberg                     | Watanabe Zosen, Hakata/187            | 7530822        | 22. Juni 1977                  | „Lambda“ Fisser KG & Co., Hamburg Schulauer Schiffahrtskontor, Wedel Edmund Halm & Co., Hamburg                                             | 1986 Melissa, 2006 Melisa, am 26. April 2011 aus dem Register gelöscht |
| Oeland                       | Kyokuyo Shipbuilding, Shimonoseki/503 | 7530860        | 27. Juni 1977                  | Schulauer Schiffahrtskontor, Wedel Edmund Halm & Co., Hamburg                                                                               | 1983 Groden, 1994 Grouse, 1997 Sonata, 2005 Faithful, 2008 Kamelia, ab April 2013 verschrottet |
| Sanderskoppel                | Rinkai Kogyo, Onomichi/32             | 7530901        | 28. Juni 1977                  | Schiffahrts KG Beteiligungsges. Alster, Hamburg Schulauer Schiffahrtskontor, Wedel Edmund Halm & Co., Hamburg                               | 1986 Stefan, 1998 Lerrix, 2010 Leon, ab 21. Juni 2011 in Aliağa verschrottet |
| Siggen                       | Imamura Shipbuilding, Kure/213        | 7525607        | 15. Juli 1977                  | Schiffahrtsgesellschaft „Siggen“, Kiel Schulauer Schiffahrtskontor, Wedel Edmund Halm & Co., Hamburg                                        | 1985 Siggen II, 1997 Kiri, 1999 Timrix, 2004 Taos, 2007 Teos, 2007 Aysenur, am 18. Februar 2016 zum Abbruch in Aliağa eingetroffen und dort ab dem 19. Februar 2016 verschrottet |
| Sybille                      | Watanabe Zosen, Hakata/188            | 7530834        | 19. Juli 1977                  | Lüdke Schiffahrt, Fockbek Christian Jürgensen u. Brink & Wölffel, Flensburg                                                                 | 1988 Echo Carrier, 1989 Sybille, 1991 Rockabill, 1993 Sea Boyne, Sea Osprey, 2004 Vanda, 2009 Michael, ab 1. April 2013 verschrottet |
| Libra                        | IMAI Seisakusho, Iwagi/168            | 7626748        | Juli 1977                      | Partenreederei MS „Libra“ VEHA-Reederei, Haren/Ems                                                                                          | 1987 Libra II, 1988 Doris T, ab 2020 ohne offizielle Meldung |
| Götaland                     | Rinkai Kogyo, Onomichi/34             | 7622182        | 29. August 1977                | Schulauer Schiffahrtskontor, Wedel Edmund Halm & Co., Hamburg                                                                               | 1988 Kells, 2008 Mary D, 2009 Sea Way Star, 2016 Carol V, ab Mai 2019 bei Panama Metal Recycling in Colon verschrottet |
| Värmland                     | Nishi Shipbuilding, Imabari/183       | 7626877        | 29. September 1977             | Schulauer Schiffahrtskontor, Wedel Edmund Halm & Co., Hamburg                                                                               | 1984 Värmland II, 1987 Hinden, 1994 Swallow, 2005 Side, 2007 Petrel, 2015 Wisdom, ab Mai 2019 bei Panama Metal Recycling in Colon verschrottet |
| Neuwerk                      | Kyokuyo Shipbuilding, Shimonoseki/504 | 7530872        | Dezember 1977 15. Februar 1978 | Partenreederei MS „Anholt“ Schulauer Schiffs-Charter, Hamburg Edmund Halm & Co., Hamburg                                                    | Nach Ablieferung verlängert, 1981 Anholt, 1986 Killarney, 2002 Ronrix, 2012 Gulf North, am 5. September 2013 zum Abbruch in Aliağa eingetroffen |
| Daten: Equasis, grosstonnage |                                       |                |                                | | |